# ياسمين كورتيتش
ياسمين كورتيتش (بالسلوفينية: Jasmin Kurtić)‏ وهو لاعب كرة قدم سلوفيني يلعب في مركز الوسط ولد في يوم 10 يناير 1989 في بلدة كرونوميلج في سلوفينيا، يلعب حالياً مع نادي فيورينتينا، كما سبق له اللعب مع نادي تورينو ونادي ساسولو ونادي فاريسي ونادي باليرمو في إيطاليا ولعب مع غوريكا وبيلا كراجينا وملادوست بودغوريكا في الدوري السلوفيني لكرة القدم وهو يلعب مع منتخب سلوفينيا لكرة القدم منذ عام 2011 ويبلغ طوله 186 سم.

## روابط خارجية
- ياسمين كورتيتش على موقع الاتحاد الدولي (مؤرشف)  (الإنجليزية)
- ياسمين كورتيتش على موقع الاتحاد الأوربي (الإنجليزية)
- ياسمين كورتيتش على موقع قاعدة بيانات كرة القدم.إي يو (الإنجليزية)
- ياسمين كورتيتش على موقع ناشيونال فوتبول تيمز (الإنجليزية)
- ياسمين كورتيتش على موقع Soccerway.com (الإنجليزية)
- ياسمين كورتيتش على موقع عالم كرة القدم.نت (الإنجليزية)
- ياسمين كورتيتش على موقع AS.com (الإسبانية)